# Tony Atkinson

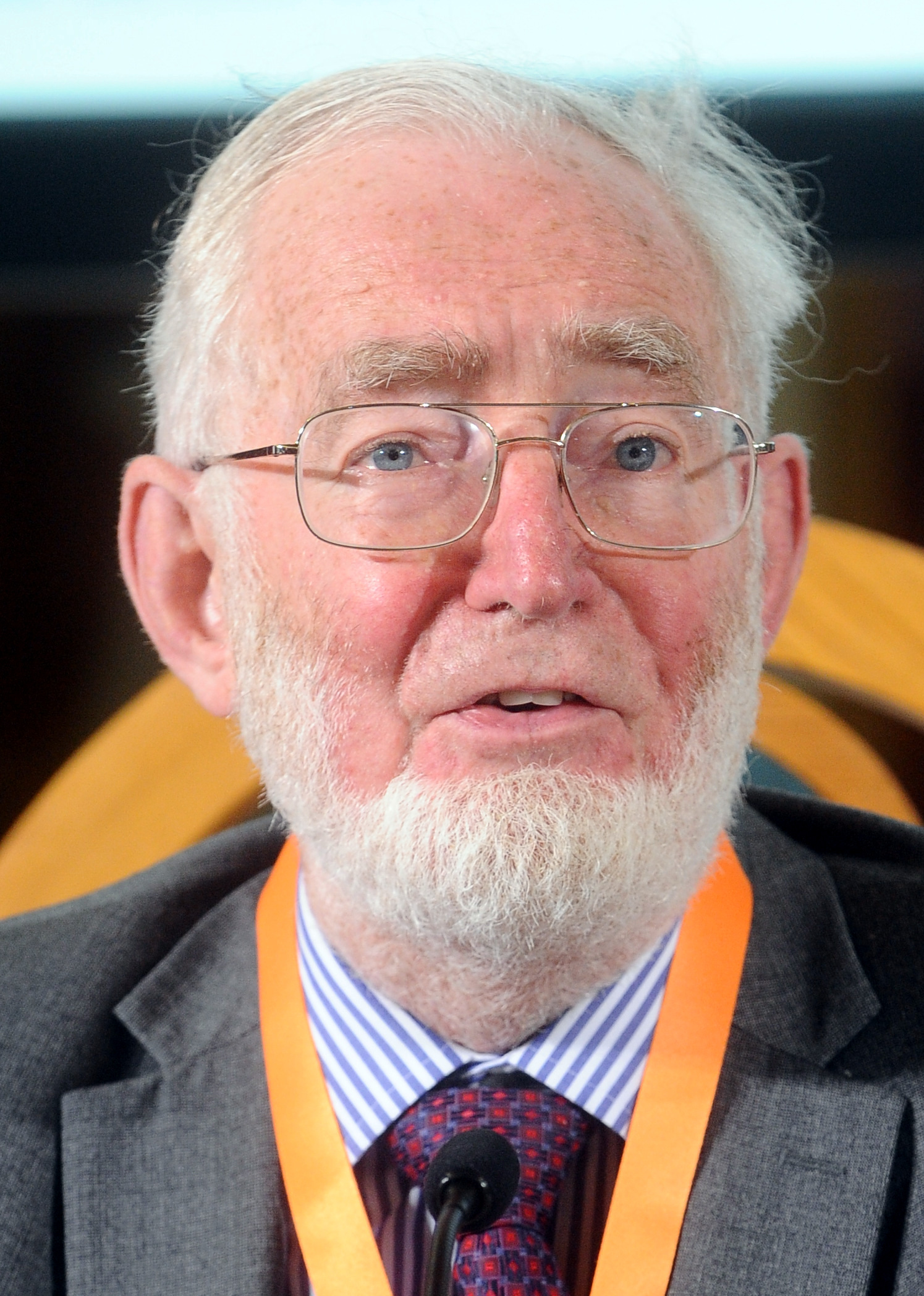
Tony Atkinson 2015.

Anthony Barnes "Tony" Atkinson, född 4 september 1944 i Caerleon i Wales, död 1 januari 2017 i Oxford, var en brittisk ekonom som specialiserade sig på ojämlikhet. Han var professor vid Nuffield College vid universitetet i Oxford, liksom vid London School of Economics.
Han är känd för att ha utvecklat Atkinsonindexet och har samarbetat nära med Thomas Piketty..

## Publikationer i urval
- 1970 : « On the measurement of inequality », Journal of Economic Theory
- 1978 : Distribution of Personal Wealth in Britain, tillsammans med Allan Harrison
- 1987 : « On the measurement of poverty », Econometrica
- 2000 : Handbook of Income Distribution, Elsevier, tillsammans med François Bourguignon
- 2010 : Top Incomes: A Global Perspective Oxford University Press tillsammans med Thomas Piketty
- 2015 : Inequality: What Can Be Done?, Harvard University Press